# Lisa Dobriskey

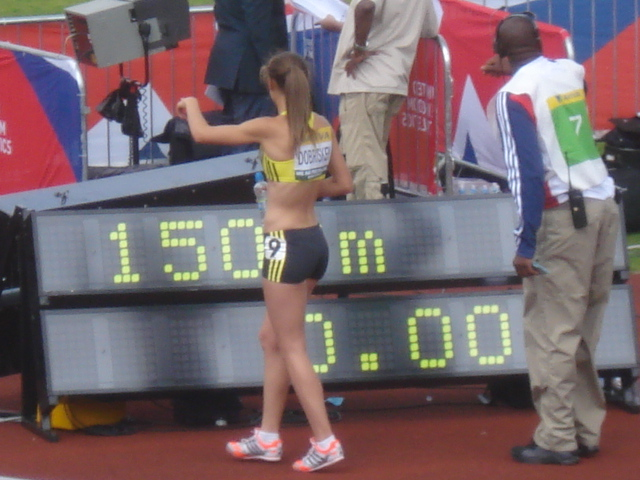
Tijdens de Aviva London Grand Prix 2009.

Lisa Jane Dobriskey (Ashford, 23 december 1983) is een Britse middellangeafstandsloopster, die is gespecialiseerd in de 1500 m en de 3000 m. Ze nam tweemaal deel aan de Olympische Spelen, maar won hierbij geen medailles.

## Biografie

### Familie en jeugd
Dobriskey's grootvader komt uit Polen. Nadat haar ouders naar het Britse Dagenham verhuisd waren, werd ze geboren in Ashford. Ze komt uit een sportieve familie. Haar jongere zus doet aan kogelslingeren en komt bij internationale wedstrijden eveneens uit voor Engeland. Haar jongere broers David en Steven komen op regionaal niveau uit op de middellange afstand, speerwerpen en discuswerpen. Haar vader is bodemdeskundige en werkte onder meer voor het bouwbedrijf Sir Robert McAlpine aan de site van de Olympische Spelen van Londen.

### Titel op Gemenebestspelen
Nadat Dobriskey in 2002 een vierde plaats behaalde op de wereldkampioenschappen voor junioren, veroverde ze in 2003 een zilveren medaille bij de Europese kampioenschappen voor neo-senioren. Haar beste prestatie boekte ze bij de Gemenebestspelen van 2006 in Melbourne. Met een tijd van 4.06,21 won ze voor Engeland de 1500 m en versloeg hiermee de Australische Sarah Jamieson (zilver; 4.06,64) en Hayley Tullett (4.06,76).
Bij de wereldkampioenschappen van 2007 in Osaka sneuvelde Dobriskey met 4.08,39 in de halve finale van de 1500 m. In 2008 maakte zij op de Olympische Spelen van Peking haar olympisch debuut. Op de 1500 behaalde ze met een persoonlijk record van 4.02,10 een vierde plaats.

### Zilver op WK
In 2009 verging het haar nog beter bij de WK in Berlijn en won ze met 4.03,75 een zilveren medaille. Ze eindigde hiermee een honderdste van een seconde achter Maryam Jamal uit Bahrein, die de wedstrijd won in 4.03,74. De Spaanse Natalia Rodríguez kwam bij de wedstrijd weliswaar als eerste over de meet, maar werd later gediskwalificeerd, omdat ze de Ethiopische loopster Gelete Burka had geduwd, waardoor die ten val kwam. Enkele dagen na de WK verbeterde ze bij de Weltklasse Zürich haar persoonlijk record verder tot 3.59,50. Hiermee staat ze achter Kelly Holmes tweede op de Britse ranglijst aller tijden.
Een jaar later waren het op de Europese kampioenschappen in Barcelona de Spaanse atletes Nuria Fernández (goud; 4.00,20) en Natalia Rodríguez (brons; 4.01,30) plus de Française Hind Dehiba (zilver; 4.01,17) die voor haar op de 1500 m een gang naar het erepodium blokkeerden; Dobriskey werd vierde in 4.01,54. Het was desondanks een opmerkelijke prestatie van de Britse, die in de aanloop naar het seizoen eerst had moeten afrekenen met een lastige rugblessure. Deelname aan de Gemenebestspelen in Delhi in oktober zat er evenwel niet in voor Dobriskey die, hoewel zij in de Indiase hoofdstad heel graag haar titel op de 1500 m had verdedigd, zich op medisch advies terugtrok om zich volledig te kunnen concentreren op haar voorbereiding voor het indoorseizoen van 2011. Al ging het met pijn in het hart: "Ik ben erg teleurgesteld, maar ben gewoon tijd tekortgekomen. Ik wens de atleten het allerbeste toe in Delhi", aldus Dobriskey in september 2010.

### Blessurevaria
Ondanks deze voorzichtigheid werd 2011 geen zorgeloos jaar. In de loop van het seizoen kwam Dobriskey weliswaar nog tot aardige resultaten en tijdens de Aviva London Grand Prix, deel uitmakend van de Diamond League serie, won ze de 1500 m zelfs in 4.04,97, maar in haar doen en laten werd zij voortdurend gehinderd door een stukje botgroeisel in een van haar heupen dat het gewrichtskapsel irriteerde. De operatie die haar werd geadviseerd teneinde van dit euvel te worden verlost, stelde ze uit tot na de WK in Daegu. Daar kon ze echter op de 1500 m geen vuist maken en lag ze er na de eerste ronde in een tegenvallende tijd van 4.12,70 al uit.
Na terugkomst uit Daegu vond nog in diezelfde maand de operatie aan haar heup plaats. Nauwelijks hiervan hersteld, liep zij vervolgens in februari 2012 een breukje in haar dijbeen op, die haar opnieuw tot een rustperiode van drie tot vier maanden dwong. En of dit nog niet genoeg was werd er in mei bovendien een longembolie gediagnosticeerd en kreeg ze het dringende advies om zich nog eens gedurende zes maanden zeer rustig te houden. Als ze weer hard zou gaan lopen, zou dit levensgevaarlijke consequenties kunnen hebben, was het oordeel. Ze zou er zelfs aan kunnen overlijden. Lisa Dobriskey kon zich niet verzoenen met dit oordeel en verzocht om een 'second opinion' bij een longemboliespecialist, die tevens deskundig was in het doen van speciale oefeningen. Deze gaf haar nieuwe hoop en toen een nieuwe scan aantoonde, dat haar longconditie vooruit was gegaan, trok ze, zodra ze te horen kreeg dat hardlopen niet langer levensbedreigend was, de hardloopschoenen weer aan en richtte zij zich op kwalificatie voor de komende Olympische Spelen. En met succes, want tijdens de London Grand Prix in juli, die dit keer tevens dienstdeed als Brits kampioenschap en olympische selectiewedstrijd, finishte zij op de 1500 m achter Laura Weightman als tweede Britse in 4.08,83.

### Teleurstellend
Aanvankelijk was er op de Spelen in Londen alle reden om te hopen op een goed resultaat. Lisa Dobriskey won op de 1500 m haar serie en stoomde vervolgens in haar halve finale met een vierde plaats in 4.05,35 rechtstreeks door naar de finale. Hierin lag het tempo aanvankelijk laag, waardoor bij het ingaan van de laatste ronde vrijwel iedereen nog kans had op de overwinning. In de strijd die toen losbarstte moest de Britse echter het onderspit delven en in 4.13,02 kwam zij als tiende over de finish, al zou die klassering nog veranderen in een negende door de latere diskwalificatie van de vlak voor haar gefinishte Russin Ekaterina Kostetskaya. Wat haar vooral teleurstelde, zoals zij nadien zou verklaren was, dat ze had moeten verliezen in een wedstrijd die werd gewonnen door een atlete die eerder op dopinggebruik was betrapt. "Het was afschuwelijk om die atlete een ereronde te zien doen en haar te zien rondlopen met haar nationale vlag. Ik werd er misselijk van en zei wat ik voelde. Ik was niet van plan om er iets over te zeggen, maar toen mij de vraag werd gesteld wat ik ervan vond dat een voormalige dopinggebruikster olympisch goud had gewonnen, beantwoordde ik de vraag. Ik zou geen medaille hebben gekregen of er een hebben gewonnen, maar ik vond het gewoon zo teleurstellend om te zien."

### Doorgaan ondanks tegenslag
In 2013 kondigde nieuw blessureleed zich aan. Tijdens de Britse kampioenschappen, half juli in Birmingham, liep Dobriskey een scheurtje op in het bindweefsel onder haar voet, waardoor zij reeds na anderhalve ronde haar 1500 m moest beëindigen. In plaats van zich te kunnen voorbereiden op de WK in Moskou werd de Britse 'veroordeeld' tot een maand op krukken lopen en was haar seizoen in één klap voorbij. Tot overmaat van ramp kreeg zij in oktober van dat jaar te horen, dat zij tot de atleten behoorde die door de Britse atletiekbond niet langer financieel zouden worden ondersteund. Dobriskey voelde zich als een X-factor-deelnemer die was afgewezen. Het zette haar er echter eens te meer toe aan om zich, na het volledige herstel van haar voetblessure, terug te vechten naar de top, want die olympische medaille die in Peking aan haar neus voorbij ging, wil ze in Rio de Janeiro alsnog veroveren.

### Huwelijk
Dobriskey is aangesloten bij de Ashford Athletics Club. Ze is sinds 2009 getrouwd met 800 meterloper Ricky Soos.

## Titels
- Gemenebestkampioene 1500 m - 2006
- Brits kampioene 1500 m - 2008
- Brits kampioene veldlopen (4 km) - 2005
- Brits indoorkampioene 3000 m - 2006

## Persoonlijke records
Outdoor
| Onderdeel   | Prestatie | Datum            | Plaats       |
| ----------- | --------- | ---------------- | ------------ |
| 800 m       | 2.00,14   | 14 augustus 2010 | Londen       |
| 1500 m      | 3.59,50   | 28 augustus 2009 | Zürich       |
| 1 Eng. mijl | 4.20,35   | 7 september 2008 | Rieti        |
| 3000 m      | 8.54,12   | 20 mei 2007      | Loughborough |

Indoor
| Onderdeel   | Prestatie | Datum            | Plaats     |
| ----------- | --------- | ---------------- | ---------- |
| 1000 m      | 2.44,13   | 10 februari 2005 | Birmingham |
| 1500 m      | 4.08,88   | 21 februari 2008 | Stockholm  |
| 3000 m      | 8.47,25   | 4 maart 2007     | Birmingham |
| 2 Eng. mijl | 9.33,78   | 17 februari 2007 | Birmingham |

## Palmares

### 800 m
Kampioenschappen
- 1999: 5e in serie WJK - 2.11,19

### 1500 m
Kampioenschappen
- 2002: 4e WJK - 4.14,72
- 2003:  EK U23 - 4.12,95
- 2006:  Gemenebestspelen - 4.06,21
- 2006: 7e Europacup - 4.18,13
- 2006: 7e in serie EK - 4.09,47
- 2007: 9e in ½ fin. WK - 4.08,39
- 2008: 4e OS - 4.02,10
- 2008: 4e Wereldatletiekfinale - 4.07,72
- 2009:  WK - 4.03,75
- 2009: 8e Wereldatletiekfinale - 4.15,94
- 2010: 4e EK - 4.01,54
- 2011: 10e Golden Gala - 4.06,35
- 2011: 10e in serie WK - 4.12,70
- 2012: 9e OS - 4.13,02 (in ½ fin. 4.05,35)

Golden League-podiumplek
- 2009:  Weltklasse Zürich – 3.59,50

Diamond League-podiumplekken
- 2010:  British Grand Prix – 4.03,69
- 2010:  Aviva London Grand Prix – 4.09,07
- 2011:  Aviva London Grand Prix – 4.04,97

### 3000 m
- 2007: 5e EK indoor - 8.47,92
- 2008: 10e WK indoor - 8.52,92

### veldlopen
- 2001: 36e EK junioren - 11.40
- 2002: 68e WK voor junioren - 23.10
- 2005: 70e WK (korte afstand) - 14.53